# Réalville
Réalville is een gemeente in het Franse departement Tarn-et-Garonne (regio Occitanie) en telt 1735 inwoners (2005). De plaats maakt deel uit van het arrondissement Montauban.

## Geografie
De oppervlakte van Réalville bedraagt 25,0 km², de bevolkingsdichtheid is 69,4 inwoners per km².
De onderstaande kaart toont de ligging van Réalville met de belangrijkste infrastructuur en aangrenzende gemeenten.

## Demografie
Onderstaande figuur toont het verloop van het inwonertal (bron: INSEE-tellingen).